# Гуренко Кузьма Йосипович
Кузьма́ Йо́сипович Гуре́нко (нар. 11 жовтня 1909 — 21 серпня 1944) — радянський військовик часів Другої світової війни, стрілець 3-го стрілецького батальйону 60-го гвардійського стрілецького полку 20-ї гвардійської стрілецької дивізії (37-а армія,3-й Український фронт), гвардії єфрейтор. Герой Радянського Союзу (1945).

## Біографія
Народився 11 жовтня 1909 року в селі Дмитрівка Олександрійського повіту Херсонської губернії (нині Знам'янський район Кіровоградської області) в бідній селянській родині. Українець. Отримав початкову освіту, наймитував у рідному селі. Згодом працював на нафтових промислах «Старогрознафта» у місті Грозному (Чечено-Інгуська АРСР).
З початком німецько-радянської війни був заброньований для роботи у народному господарстві, проте після прориву німецьких військ на Північний Кавказ 10 вересня 1942 року призваний Старопромисловим РВК і в складі ударного робітничого батальйону пішов на фронт. Воював на Південно-Західному та 3-у Українському фронтах. Бойове хрещення отримав на Дону.
Особливо відзначився під час проведення Яссько-Кишинівської наступальної операції. 20 серпня 1944 року при прориві глибоко ешелонованої оборони ворога поблизу села Попяска Бендерського району Молдавської РСР, єфрейтор К. Й. Гуренко в ході атаки першим увірвався до ворожих траншей, при цьому знищив обслугу станкового кулемету й полонив 2 німців. Наступного дня 3-й стрілецький батальйон вів наступ на село Єрмоклія Суворовського району. Досягнувши східної околиці села, батальйон був контратакований 14 танками і самохідними гарматами. У вирішальний момент бою єфрейтор К. Й. Гуренко з протитанковими гранатами кинувся під німецький танк і ціною власного життя підірвав його.
Похований у братській могилі в селі Попяска Штефан-Водського району Молдови.

## Нагороди
Указом Президії Верховної Ради СРСР від 24 березня 1945 року за зразкове виконання бойових завдань командування на фронті боротьби з німецькими загарбниками та виявлені при цьому відвагу і героїзм, гвардії єфрейтору Гуренку Кузьмі Йосиповичу присвоєне звання Героя Радянського Союзу (посмертно).

## Пам'ять
У селі Єрмоклія (Молдова) й у місті Грозному (Чечня) ім'ям Кузьми Гуренка названо вулиці.
На будівлі Грозненського управління «Старонафтогаз» встановлено меморальну дошку.